# Глухов
Глухов (на украински: Глухів) е град в Сумска област на Украйна.
Градът е разположен близо до границата с Русия. Има население от 35 800 души (2001).

## История
При избухването на Балканската война в 1912 година човек от Глухов е доброволец в Македоно-одринското опълчение.

## Личности
Родени в Глухов
- Александър Петров (1885/1886 – ?), македоно-одрински опълченец, Нестроева рота на 6 охридска дружина[2]
- Дмитрий Бортнянски (1751 – 1825), руски композитор
- Йосиф Шкловски (1916 – 1983), съветски астроном и астрофизик

## Галерия
- Глуховска крепост
- Глуховска крепост
- Водонапорна кула
- Универсален магазин
- Глуховска митница
- Площад
- Паметник на паднали във война войници
- Паметник на загиналите във Втората световна война
- Трианастасийска църква и воднонапорна кула
- Трианастасийска църква
- Възнесенска църква
- Николаевска църква
- Спасо-преображенска църква
- Параклис към Спасо-Преображенската църква
- Духовно-просветен център
- Краеведчески музей
- Градски пазар
- Глуховска централна районна болница
- Здание на Глуховската община
- Глуховско общеобразователно училище
- Паметник „300 г. хетманска столица“
- Глуховски национален педагогически университет
- Глуховски национален педагогически университет
- Фьодеровско занаятчийско училище
- Глуховски районен дом на културата